# アメリカン・ハードコア
アメリカン・ハードコアとは、アメリカ合衆国の各州で1980年代に興隆したハードコア・パンクのムーヴメントをさす総称。

## 概論
音楽的特徴はハードコア・パンクの項を参照のこと。
レコードセールスの上で全国的な成功を収めたバンドは皆無に等しいが、地道なツアー活動や独自のレコード・レーベル設立といった活動は、現在のアメリカのパンク・ロック、エモーショナル・ハードコアシーンに多大な影響を残している。
ファッション面でもアメリカのハードコアはほぼカジュアルな格好している者が多く日本やイギリスのように鋲のついた革のライダースジャケットを着たり、原色に染めた髪を逆立てる、モヒカン刈りにしたりするバンドはあまりいない。